# Дакр, Ральф, 3-й барон Дакр
Ральф Дакр (англ. Ralph Dacre; октябрь 1322 — 17/18 августа 1375, Халтон, Ланкашир, Королевство Англия) — английский аристократ, священнослужитель, 3-й барон Дакр с 1361 года. 

## Биография
Ральф Дакр был третьим сыном сэра Ральфа Дакра, 1-го барона Дакра, и Маргарет Мултон, 2-й баронессы Мултон из Гисленда. Его семья владела обширными землями в Камберленде и Линкольншире. Не рассчитывая на наследство, Ральф выбрал карьеру священника; в 1346 году он был назначен настоятелем церкви в Прескоте (Ланкашир), в 1350 году был утверждён на этой должности папой римским Климентом VI и занимал её до 1375 года, когда ушёл на покой. 
В 1361 году старший из сыновей 1-го барона Дакра, Уильям, умер бездетным. Второй сын, Томас, к тому времени уже был мёртв, так что Ральф унаследовал семейные владения и баронский титул. С 14 августа 1362 года король Эдуард III регулярно вызывал его в парламент, а в 1366 году назначил его хранителем Западных марок. Ральф оказался втянут в жестокую распрю с одним из соседей, Николасом Харингтоном, которого поддерживал младший брат барона Хью. В 1373 году Харингтон во главе вооружённого отряда совершил набег на владения Ральфа и причинил им значительный ущерб (угнал скот, сжёг ряд домов); это преступление осталось безнаказанным. Ночью с 17 на 18 августа 1375 года барон Дакр был убит неизвестными в собственной спальне. Харингтон и Дакр-младший были арестованы по обвинению в организации этого убийства и оказались в Тауэре, но их вину сочли недоказанной. 
Оставаясь до конца жизни священнослужителем, Ральф Дакр не вступил в брак и не оставил законного потомства. Поэтому в июле 1376 года его владения и титул унаследовал брат Хью, к тому моменту вышедший на свободу.